# باهوبالي: البداية
باهوبالي: البداية هو فيلم من نوع حركة أُصدر في 10 يوليو 2015. الفيلم من إنتاج وتوزيع آركا ميديا ووركس ‏. وهو من إخراج وسيناريو كودوري راجامولي.

## طاقم التمثيل
- تامانا
- براداس
- أنوشكا شيتي
- رانا داجوباتي
- نصار

## الإنتاج
موسيقى الفيلم التصويرية كانت من تأليف م.م. كيرافاني ‏.

## وصلات خارجية
- باهوبالي: البداية على موقع IMDb (الإنجليزية)
- باهوبالي: البداية على موقع روتن توميتوز (الإنجليزية)
- باهوبالي: البداية على موقع نتفليكس (الإنجليزية)
- باهوبالي: البداية على موقع نتفليكس (الإنجليزية)
- باهوبالي: البداية على موقع نتفليكس (الإنجليزية)
- باهوبالي: البداية على موقع ألو سيني (الفرنسية)
- باهوبالي: البداية على موقع أول موفي (الإنجليزية)
- باهوبالي: البداية على موقع بوكس أوفيس موجو (الإنجليزية)
- باهوبالي: البداية على موقع فيلمافينيتي (الإسبانية)
- باهوبالي: البداية على موقع قاعدة بيانات الفيلم (الإنجليزية)